# До последнего
«До последнего» (фр. Jusqu'au dernier) — криминальная драма режиссёра Пьера Бийона, вышедшая в прокат 20 марта 1957 года.

## Сюжет
Последний полнометражный фильм Бийона, снятый по одноимённому роману Андре Дюкена. Диалоги к фильму написал Мишель Одиар.
В передвижной цирк месье Чинко прибывает недавно вышедший из тюрьмы гангстер с хорошими манерами Фернан Бастиа. Он украл у банды Риччони 14 миллионов, взятых в результате кровавого налёта, при котором были убиты трое полицейских и двое случайных прохожих, и теперь собирается залечь на дно у своей сестры Марчеллы, гадалки на картах в цирке, пока флики не возьмут гангстеров, о местонахождении которых он сообщил властям.
При попытке ареста банды погибают ещё пять человек, но главарю преступников, респектабельного вида гангстеру Фредо Риччони, его верной подруге Анжеле и подручному, тупому садисту Пепе, удаётся бежать. Троица отправляется на поиски Фернана, который тем временем заводит роман с цирковой танцовщицей Джиной, и намеревается вместе с ней перебраться в Италию.
Положение осложняется, поскольку один из работников цирка, цыган Кедчи, шпионивший за Фернаном, крадёт миллионы, спрятанные в камере хранения на вокзале, надеясь при помощи этих денег добиться руки дочери Чинко, наездницы Жозианы.

## В ролях
- Раймон Пеллегрен — Фернан Бастиа
- Жанна Моро — Джина
- Поль Мёрис — Фредо Риччони
- Марсель Мулуджи — Кедчи
- Макс Револь — Чинко
- Жак Дюфийо — Пепе
- Жаклин Ноэль — Анжель
- Оран Демази — мать Кедчи
- Мижану Бардо — Жозиана
- Ховард Вернон — Филипп Дарио, акробат
- Лиля Кедрова — Марчелла

## Критика
По мнению обозревателя сайта Films de France Джеймса Треверса, лента Бийона, недооцененного режиссёра, чьим наибольшим успехом в послевоенные годы была картина «Рюи Блас», напоминает пастиш голливудских фильмов-нуар, и местами близка к пародии, но её недостатки искупают диалоги Мишеля Одиара и блестящий нравоучительный финал, в котором погибают все, кто пытался завладеть кровавыми деньгами.
Раймон Пеллегрен отлично справился с ролью неуверенного в себе двурушника, Поль Мёрис — циничного лощеного негодяя, не лишенного, тем не менее, некоторого разбойничьего благородства, а Жанна Моро великолепна как всегда.